# 長崎村 (茨城県)
長崎村（ながさきむら）は、1889年（明治22年）4月1日から1938年（昭和13年）4月17日まで存在した茨城県の村。1896年（明治29年）3月29日までは北相馬郡、それ以降は筑波郡。現在の茨城県つくばみらい市中部に当たる地域。

## 地理
最初は茨城県北相馬郡北部、次いで筑波郡南部にあった村。小貝川の東岸に立地し、地域内は谷原領3万石として開発された田園地帯の西部に当たる。
現在の地名では鬼長、川崎に相当する。

### 地域
大字鬼長、大字川崎

## 歴史

### 村名の由来
鬼長の｢長｣と川崎の｢崎｣より名付けられた。

### 沿革・年表
- 1634年（寛永11年） - 下総国相馬郡筒戸村より鬼長村、川崎村が分村成立。
- 1873年（明治6年）6月15日 - 廃藩置県により、相馬郡が千葉県所属となる。
- 1875年（明治8年）5月7日 - 相馬郡のうち、利根川以北が茨城県に移管。
- 1878年（明治11年）7月22日 - 郡区町村編制法が施行され、相馬郡が2つに分割され、北相馬郡が成立する。
- 1889年（明治22年） - 北相馬郡鬼長村、川崎村が合併し、北相馬郡長崎村となる。また、村役場を大字川崎に設置。
- 1896年（明治29年）3月29日 - 地形、産業、水利等が筑波郡南部と同じであるため、国に請願し、筑波郡長崎村となる。
- 1938年（昭和13年）4月17日 - 鹿島村と合併し谷原村となる。

## 施設
- 長崎村立長崎尋常小学校
- 聖徳寺
- 日枝神社